# ドミニカン・サマーリーグ・フィリーズ
ドミニカン・サマーリーグ・フィリーズ(Dominican Summer League Phillies)は、 、ドミニカ共和国サントドミンゴに本拠地を置くマイナーリーグの野球チーム。ボカ・チカ北地区所属の「フィリーズ レッド」とボカ・チカ北地区所属の「フィリーズ ホワイト」の2つのチームが存在する。 いずれもメジャーリーグのフィラデルフィア・フィリーズ傘下のルーキー級チームで、ドミニカン・サマーリーグに所属している。

## 歴史
1993年はサンフランシスコ・ジャイアンツとヒューストン・アストロズとの1994年から1995年にかけてはセントルイス・カージナルスとの共同チームを保有していた。
2016年からは2チーム展開とし、それぞれ「フィリーズ1」・「フィリーズ2」と名乗った。しかしすぐに改名が行われ、2017年にはそれぞれ「フィリーズ レッド」・「フィリーズ ホワイト」と名乗るようになった。